# Cvartet
Cvartetul (franceză quatuor, germană quartett, engleză quartet, italiană quartetto, spaniolă cuarteto) este un ansamblu instrumental sau vocal compus din patru soliști, care interpretează o compoziție muzicală destinată unei asemenea formații, compoziție care la rândul său poartă de asemenea numele de cvartet.

## Arta muzicală occidentală
În muzica clasică, cvartetele pentru instrumente de coarde reprezintă un important tip de muzică de cameră. Cvartetele de coarde se compun din două viori (vioară I și vioară II), o violă și un violoncel, ce interpretează o compoziție scrisă în forma de sonată. Alegerea și numărul instrumentelor derivă din registrele vocii umane: soprano, alto, tenor și bas.
Într-un cvartet de coarde, două viori joacă rolul de soprano și alto vocal, viola pe cel de tenor și violoncelul joacă rolul de bas.
Unul dintre compozitorii timpurii pentru cvartetele de coarde, Luigi Boccherini, a scris peste 100 de lucrări în acest gen. Alți compozitori importanți pentru cvartete de coarde sunt: Joseph Haydn, Wolfgang Amadeus Mozart și Ludwig van Beethoven.
Termenul de "cvartet" este de asemenea utilizat și se referă la compoziția muzicală scrisă pentru un asemenea grup. În cvartetele de coarde, fiecare muzician are un rol distinct.
Un alt tip de cvartet muzical îl reprezintă cvartetul cu pian, ce constă în vioară, violă, violoncel și pian. În secolul al XX-lea, în muzica de jazz a apărut un nou tip de cvartet și anume "cvartetul saxofon".

## Cvartete instrumentale

### Cvartet de coarde
Orice combinație de patru instrumente cu coarde poate fi numită “cvartet de coarde”. Totuși, în practică termenul se referă la un grup format din doua viori, o violă și un violoncel. Vioara I cântă linia melodică în registrul de note înalte, iar vioara a II-a cântă în armonie notele joase. Acest standard pentru cvartetul de coarde este considerat ca fiind cel mai important în muzica de cameră, motiv pentru care au fost scrise lucrări de majoritatea marilor compozitori de la sfârșitul secolului 18 și de cei care au urmat. Compoziția pentru un cvartet de coarde este formată de obicei din patru părți (mișcări), având la un nivel mai larg o structura asemănătoare cu cea a unei sonate.

#### Forme derivate
Pot fi întâlnite multe alte grupuri camerale care au derivate din cvartetul de coarde, cum ar fi: 
- cvintetul de pian, alcătuit dintr-un cvartet de coarde și un pian;
- cvintetul de coarde, reprezentat de un cvartet de coarde și un alt instrument suplimentar (violă, violoncel sau dublu bas);
- trio de coarde alcătuit din o singura vioară, o violă și un violoncel;
- un cvartet de pian care reprezintă în fapt un cvartet de coarde în care una dintre viori este înlocuită de un pian.

##### Cvartet de pian
Așa cum s-a menționat și mai sus un cvartet de pian reprezintă în fapt un cvartet de coarde în care una dintre viori este înlocuită de un pian.